# Горноуральский муниципальный округ
Горноура́льский городской округ — муниципальное образование в Свердловской области России. Относится к Горнозаводскому управленческому округу.
Административный центр — город Нижний Тагил (в состав не входит).
С точки зрения административно-территориального устройства области, Горноуральский городской округ находится в границах Пригородного района.
С 1 января 2025 года имеет статус муниципального округа.

## География
Горноуральский городской округ расположен в западной части Свердловской области и в центральной части Горнозаводского управленческого округа. Территориально полностью совпадает с Пригородным районом, который ранее включал также земли муниципального образования «город Нижний Тагил» за исключением самого города Нижнего Тагила.
Горноуральский городской округ занимает площадь 3512,52 км², что составляет приблизительно 1,8 % от общей площади Свердловской области.
Горноуральский городской округ граничит:
- на северо-западе — с Кушвинским городским округом
- на севере — с городским округом Красноуральск
- на северо-востоке — с городским округом ЗАТО Свободный, Верхнесалдинским городским округом и муниципальным образованием Алапаевское
- на востоке — с муниципальным образованием «город Алапаевск»
- на юго-востоке — с Режевским городским округом,
- на юге — с Невьянским и Кировградским городскими округами
- на юго-западе и западе — с муниципальным образованием «город Нижний Тагил»

Большая часть Горноуральского городского округа располагается преимущественно к востоку от города, огибая его в форме буквы «ↄ» и продолжаясь на юго-восток. У городского округа есть 2 эксклава — деревня Харёнки и село Большие Галашки, полностью окружённые землями муниципального образования «город Нижний Тагил» и удалённые от основной территории Горноуральского городского округа на 25 км на запад и на 10 км на юг соответственно.
Городской округ расположен преимущественно на восточных отрогах Среднего Урала, находясь таким образом в Северной Азии, но малая часть окружных земель лежит и в Восточной Европе (посёлки Синегорский, Северка и Висим, деревня Харёнки и село Большие Галашки). На западе городского округа проходит Уральский хребет. В юго-западной части муниципального образования располагаются большие по площади Черноисточинский и Ленёвский пруды. Последний находится на реке Тагил, которая протекает по городскому округу здесь, в юго-западной его части, и на севере округа.
В северной части Горноуральского городского округа расположен посёлок городского типа Горноуральский, в южной — село Николо-Павловское. От Николо-Павловского на восток уходит автодорога на Алапаевск и соединяет таким образом цепь сельских населённых пунктов городского округа в его восточной и юго-восточной частях с Нижним Тагилом. В юго-восточной части округа протекает река Нейва, на которой или на притоках которой и располагается множество сёл и деревень. В своём среднем течении река меняет направление с северо-восточного на восточное, неся свои воды в сторону Алапаевска/
По центру (проходя через территорию Нижнего Тагила) через Горноуральский городской округ проходят транспортные сети меридионального направления: 2 участка на ветке Гороблагодатская
— Екатеринбург Свердловской железной дороги и участки Серовского тракта, а на северо-восток от Нижнего Тагила проходят железная дорога и автодорога в направлении Верхней, Нижней Салды и Алапаевска, которые частично пролегают через территорию Горноуральского городского округа. Здесь расположено село Покровское.

## История
С 1 января 2006 года муниципальное образование со статусом городского округа Пригородный район было переименовано в Горноуральский городской округ, при этом в состав муниципального образования «город Нижний Тагил» с 1 апреля 2008 года было передано 23 сельских населённых пункта.
Законом Свердловской области от 24.03.2024 № 24-ОЗ преобразован в Горноуральский муниципальный округ с 1 февраля 2025 г.

## Население
| 2010    | 2011    | 2012    | 2013    | 2014    | 2015    | 2016    |
| ------- | ------- | ------- | ------- | ------- | ------- | ------- |
| 34 905  | ↘34 902 | ↗35 207 | ↗35 211 | ↘34 998 | ↘34 747 | ↘34 145 |
| 2017    | 2018    | 2019    | 2020    | 2021    | 2023    |         |
| ↘33 479 | ↘32 895 | ↘32 514 | ↘32 358 | ↘29 975 | ↘29 514 |         |

## Состав городского округа
В состав Горноуральского городского округа входят 60 населённых пунктов:
- 1 посёлок городского типа
- 59 населённых пунктов сельского типа — 17 посёлков, 18 сёл и 24 деревни

| №  | Населённый пункт  | Тип населённого пункта | Население |
| -- | ----------------- | ---------------------- | --------- |
| 1  | Анатольская       | деревня                | ↗51       |
| 2  | Анатольская       | посёлок                | ↘122      |
| 3  | Балакино          | село                   | ↘148      |
| 4  | Башкарка          | село                   | ↘440      |
| 5  | Беляковка         | деревня                | ↘269      |
| 6  | Большие Галашки   | село                   | ↘14       |
| 7  | Братчиково        | посёлок                | ↗48       |
| 8  | Бродово           | село                   | ↘502      |
| 9  | Бызово            | село                   | ↘261      |
| 10 | Верхняя Алабашка  | деревня                | ↗1        |
| 11 | Вилюй             | посёлок                | ↘66       |
| 12 | Висим             | посёлок                | ↘1102     |
| 13 | Горноуральский    | пгт                    | ↘2854     |
| 14 | Дальний           | посёлок                | ↘47       |
| 15 | Дрягуново         | село                   | ↘41       |
| 16 | Дубасова          | деревня                | ↗10       |
| 17 | Зональный         | посёлок                | ↗517      |
| 18 | Зырянка           | деревня                | ↘15       |
| 19 | Кайгородское      | село                   | ↘307      |
| 20 | Кондрашина        | деревня                | ↘11       |
| 21 | Корнилова         | деревня                | ↘50       |
| 22 | Краснополье       | село                   | ↘337      |
| 23 | Лая               | посёлок                | ↘182      |
| 24 | Лая               | село                   | ↗1906     |
| 25 | Ленёвка           | посёлок                | ↘216      |
| 26 | Луговая           | деревня                | ↘95       |
| 27 | Малая Лая         | село                   | ↘240      |
| 28 | Маркова           | деревня                | ↘62       |
| 29 | Матвеева          | деревня                | ↘53       |
| 30 | Мокроусское       | село                   | ↘94       |
| 31 | Молодёжный        | посёлок                | ↗61       |
| 32 | Монзино           | посёлок                | ↘12       |
| 33 | Мурзинка          | село                   | ↘269      |
| 34 | Николо-Павловское | село                   | ↘4560     |
| 35 | Новая             | деревня                | ↘69       |
| 36 | Новая Башкарка    | деревня                | ↘42       |
| 37 | Новоасбест        | посёлок                | ↘2033     |
| 38 | Новопаньшино      | село                   | ↘571      |
| 39 | Отрадный          | посёлок                | ↗226      |
| 40 | Первомайский      | посёлок                | ↘767      |
| 41 | Петрокаменское    | село                   | ↘3094     |
| 42 | Покровское        | село                   | ↗2489     |
| 43 | Реши              | деревня                | ↘36       |
| 44 | Ряжик             | посёлок                | ↘92       |
| 45 | Сарапулка         | деревня                | ↗12       |
| 46 | Сартакова         | деревня                | ↘15       |
| 47 | Северка           | посёлок                | ↘66       |
| 48 | Сизикова          | деревня                | ↘46       |
| 49 | Синегорский       | посёлок                | ↘473      |
| 50 | Слудка            | деревня                | ↘3        |
| 51 | Соседкова         | деревня                | ↘21       |
| 52 | Старая Паньшина   | деревня                | ↘131      |
| 53 | Тёмно-Осинова     | деревня                | ↘8        |
| 54 | Фокинцы           | деревня                | ↗6        |
| 55 | Харёнки           | деревня                | ↘13       |
| 56 | Черемшанка        | деревня                | ↗50       |
| 57 | Черноисточинск    | посёлок                | ↘3497     |
| 58 | Шиловка           | село                   | ↗306      |
| 59 | Шумиха            | деревня                | ↘193      |
| 60 | Южаково           | село                   | ↘710      |